# Agnès Allafi
Agnès Allafi (née le 21 janvier 1959) est une femme politique et sociologue tchadienne,.

## Biographie
Son père était officier dans l'armée de François Tombalbaye jusqu'en 1975. Il a été exécuté sur ordre d' Hissène Habré lorsque celui-ci a pris le contrôle de N'Djamena en octobre 1982. Peu après son accession au pouvoir, son mari a été tué par la police secrète d'Habré. Après la mort de son mari, Allafi s'est réfugiée au Cameroun avec sa famille.En 1980, Allafi a obtenu son baccalauréat à Bongor. Après avoir obtenu son diplôme, Allafi est devenue enseignante de 1981 à 1982. Après avoir déménagé au Bénin en 1985, Allafi a obtenu une maîtrise en sociologie de l' Université nationale du Bénin. Sa mémoire portait sur l'application de l'article 124 de la Constitution du Bénin, qui garantissait l'égalité des droits entre hommes et femmes.

## Carrière
Allafi est rentré au Tchad après la fin du gouvernement Habré en 1990 et a rejoint le Conseil provisoire de la République au sein de sa commission de la santé et des services sociaux. Elle est également devenue l'une des premières dirigeantes du Mouvement  Patriotique du Salut. Elle a ensuite rejoint le ministère de l'Agriculture en 1992 et est resté au gouvernement au début des années 2000.

## Droit des femmes
Allafi a soutenu les droits des femmes et, en 1995, elle est devenue chef de la délégation tchadienne à la Conférence internationale sur les femmes de Beijing. De janvier 1998 à décembre 1999 et de juin 2002 à juin 2003, elle était ministre de l'action sociale et de la femme. Elle a également organisé une conférence des femmes tchadiennes en 1999, créé un groupe des femmes au parlement tchadien et créé un parlement fictif pour les jeunes.